# Ветка (город)
Ве́тка (бел. Ветка) — город (с 1925 года) в Гомельской области Республики Беларусь на реке Сож, стоит на востоке Белорусского Полесья, в 22 км от железнодорожной станции Гомель. Административный центр Ветковского района.
Численность населения — 8 580 человек (на 1 января 2025 года).

## Этимология
Существует ряд мнений о происхождении названия города Ветки. Согласно одному из них, город был назван Веткой, поскольку русло реки Сож на месте города разветвляется, как ветка дерева.
Другое мнение заключается в том, что во время прихода старообрядцев на месте поселения были густые, ветвистые хвойные леса. Если верить третьей идее, Ветка — малая ветвь Москвы. Проживавшие здесь староверы происходили из Москвы. Они стремились во всём подражать Москве и даже главную площадь в Ветке назвали Красной площадью.
Ещё одна версия гласит, что старообрядцы спасались на плотах по реке от погони царского войска. После долгих дней путешествия старообрядцы, положившись на Божью милость и вознеся свои молитвы, пустили по течению реки ветку дерева. «К коему берегу прибьётся волнами сия ветвь, там и быть нашему поселению, ибо это будет указанием Божьего перста», — решили беглецы.
Когда ветку прибило волнами к левому берегу Сожа, старообрядцы, обнаружив сильную заболоченность места, стали рубить первые избы на возвышенностях, в отдалении от русла реки. А у берега, на большом дереве, была поставлена икона. Старообрядцы ходили к этому месту молиться, поскольку именно здесь прибило ветку к берегу.

## Геральдика
Решение об утверждении герба, флага и положений о них было принято Ветковским районным Советом депутатов 17 апреля 2001 года № 19. Герб и флаг зарегистрированы в Гербовом матрикуле Республики Беларусь 3 августа 2001 года № 64.
Герб представляет собой испанский щит, в красном поле которого изображена серебряная литера W. Литера W является элементом герба бывших владельцев города Халецких, кроме того, символизирует первую букву названия города (пол. Wietka).

## История

### В Речи Посполитой
Город основан в 1685 году (по другим источникам в 1667 году) староверами — выходцами из центральной России.
В последней четверти XVII века ветковские земли составляли собственность панов Халецких и входила в состав Речи Посполитой. В правление царевны Софьи (1682—1689), когда началось преследование раскольников, проживавших в Стародубских лесах, часть их бежала на территорию Великого княжества Литовского и получила разрешение от мозырьского старосты Карла Казимировича Халецкого поселиться на острове Ветка, образуемом рекой Сож.
Это не могло остаться незамеченным правительством Речи Посполитой, и для выяснения целей пребывания людей было поручено от асессорского суда секретарю польского короля Петру Михайловичу Потееву (пол. Piotr Michal Polttiew) «провести расследование касательно новой веры, появившейся среди людей московской нации, осевших на слободах». В результате расследования с 18 февраля 1690 года старообрядцы становятся под равноправное, со всеми гражданами Речи Посполитой, покровительство законов.
Главы старообрядцев, Козьма и Стефан организовали в Ветке молитвенный дом, впоследствии преобразованный в церковь, которая стала первой в череде других церквей раскольников.
Постепенно известность этой церкви привлекла в Ветку большое количество старообрядцев из Российского государства. Вместе с ними под именем староверов в Ветку стали приезжать люди, имевшие проблемы с российским законодательством. В сжатые сроки население Ветки значительно увеличилось и уже не помещалось на острове. Тогда раскольники начали заселять пространство вокруг острова, преимущественно между реками Сожем и Ипутью. Образовалось 14 слобод (Слобода Косецкая, Дубовый Лог, Попсуевка, Марьина, Миличи, Красная, Костюковичи, Буда, Крупец, Гродня, Нивки, Грабовка, Тарасовка, Спасовка), которые были известны под общим названием Ветка, хотя каждая из их носила своё собственное название.
По мере увеличения скитов, возникли разногласия относительно принятия в их общину приходящих от православной церкви священников. Некоторых подвергали новому крещению, другие перепомазаньем либо по одному отрицанию от ереси. Чтобы избежать в будущем необходимости принимать к себе священников нового рукоположения, ветковцы просили Молдавского митрополита и Константинопольского патриарха назначить им особого архиерея.
Но в процессе выбора кандидата на епископскую кафедру и рассуждениях об условиях зависимости от Константинополя, архиерей возник сам собой. Это был беглый киевский монах Епифаний, в 1724 году обманом добившийся архиерейства в Молдавии, и на обратном пути из Ясс, рукоположивший несколько раскольников в священники и дьяконы. Однако Епифаний был взят под стражу и сослан в Соловецкий монастырь. В 1729 году он бежал оттуда и добрался до Киева, где снова был схвачен, содержался в Михайловском монастыре, опять убежал и пойманный в 1731 году отослан в Москву. В 1733 году он был наказан телесно и отправлен на вечное подначальство в Соловки; но в Ярославском уезде раскольники отбили или вернее выкупили его у сопровождавших солдат и увезли в Ветку. Здесь Епифаний находился около двух лет; наконец в 1735 году увезён в Киев, где скончался.
Действия ветковцев не могли не обратить на себя внимания российского правительства: в 1733 году был издан особый манифест с воззванием вернуться в Россию, было обещано прощение. Ветковцы не поверили манифесту; поэтому в 1735 году, по соглашению с Польским правительством, решено было вывезти их силой в Россию. Это было поручено полковнику Сытину, который взял пять конных полков, окружил все ветковские слободки, скиты, монастыри и прочие убежища, и в течение целого года производил разбор ветковцев, число которых доходило до 40 000 человек. Годные из мужчин были взяты на военную службу, а прочие высланы в первоначальные места их жительства. Всего было насильственно выселено около 14 000 старообрядцев. Так окончилась «первая выгонка».
Запустение Ветки и всех её слобод и выселок было недолгим: через два года беглецы вновь стали стекаться сюда и в течение пяти лет население Ветки практически было восстановлено. Российское правительство несколько раз пыталось вызвать их прокламациями в свои владения, но безуспешно.
В 1764 году генерал-майор Маслов отправился в Ветку с двумя полками, окружил её и через два месяца вывел оттуда до 20 000 человек, которые почти все впоследствии отправлены были на поселение в Сибирь. Это событие известно под именем «вторая выгонка».

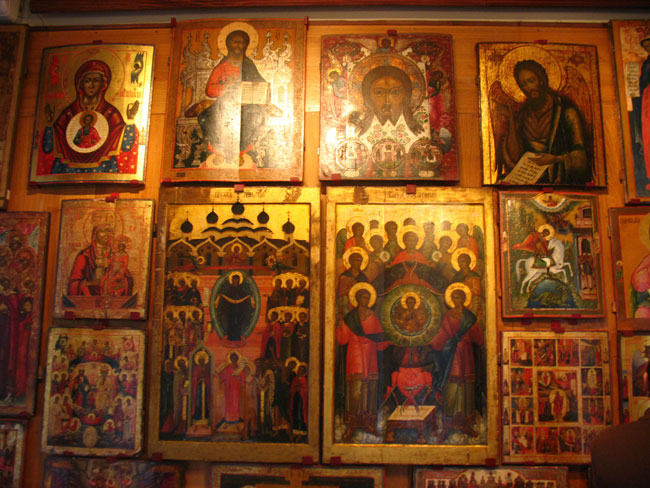
Иконы из экспозиции Ветковского музея старообрядчества и белорусских традиций имени Ф. Г. Шклярова.

В XVIII веке в Ветке сформировались местные особенности иконописи (так называемая «ветковская икона») и оформления рукописной книги, сложилась самобытная школа ветковской резьбы. Специалисты выделяют несколько необычных иконографических изводов, характерны для ветковской школы иконописи. Особое внимание исследователей привлекает иконография Николы Отвратного.

### В Российской империи
С 1772 года после первого раздела Речи Посполитой Ветка вошла в состав Могилёвской губернии Российской империи.
Ветка с 1784 года — местечко Белицкого, с 1852 года — в составе Гомельского уезда Могилёвской губернии. В году здесь открыто женское, а в 1874 году мужское народные училища. Население местечка в 1863 году составляло 4180 человек, в 1874 году 7,2 тысячи жителей.
В 1889 в Ветке была еврейская богадельня, в 1908 — 7 синагог, в 1912 — еврейское ссудо-сберегательное товарищество. В 1905 евреи Ветки пострадали от погрома.
В 1891 в Ветке появился на свет В. С. Матлин, будущий социалист и деятель партии «Бунд», председатель ВЭО (Всероссийское электрическое общество).
Был репрессирован и расстрелян в 1938 году.
В 1909 году в Ветке 10,3 тыс. жителей, в том числе 7,3 тыс. евреев.

### После революции
С 1919 года Ветка в составе Гомельского уезда РСФСР, с 1925 года получила статус города, с 1926 года в составе БССР, с 8 декабря 1926 года стала центром района. В 1939 году в Ветке насчитывалось 6 тысяч жителей.
В 1926 году группа из 48 ветковчан выехала в Джанкойский район Крыма и образовала там еврейский земельный коллектив имени Мережина.
С 20 мая 1931 года издаётся районная газета. Газета выходила под названиями «Сталінская праўда», «Пад Ленінскім сцягам», «Перамога Кастрычніка» и «Голас Веткаўшчыны» (Голос Ветковщины).
С 18 августа 1941 года по 28 сентября 1943 года город был оккупирован немецко-фашистскими захватчиками, жертвами которых стали 656 жителей Ветки и Ветковского района.
После окончания войны жители города рассказывали, что 13-летняя девочка-пионерка Роза Дворкина сняла туфель и бросила в лицо палача: «Всех не расстреляете. Вам отомстят!» перед тем как её убили полицаи.
3 декабря 1941 в Ветке было расстреляно 360 евреев.
В 1969 году население Ветки составляло 6,2 тысячи человек.
В 1978 году в Ветке на базе коллекции Ф. Г. Шклярова основан Ветковский музей старообрядчества и белорусских традиций имени Ф. Г. Шклярова (до декабря 2012 года Ветковский государственный музей народного творчества). Открыт для посещений с ноября 1987 года.
Ветка подверглась радиоактивному загрязнению в результате катастрофы на Чернобыльской АЭС 26 апреля 1986 года.

### В составе Республики Беларусь
20 октября 1995 года административные единицы Ветковский район и город Ветка, имеющие общий административный центр, объединены в одну административную единицу — Ветковский район.

## Население
Численность населения — 8 580 человек (на 1 января 2025 года). Численность населения — 8 625 человек (на 1 января 2023 года).
| Численность населения: |
| График не отображается по техническим причинам. Чтобы исправить это, воспроизведите график в новом формате, если это возможно. |

| Год         | 1897 | 1939 | 1959  | 1970  | 1979  | 1989    | 2006  | 2018  | 2023   | 2024  | 2025   |
| ----------- | ---- | ---- | ----- | ----- | ----- | ------- | ----- | ----- | ------ | ----- | ------ |
| Численность | 6000 | 5999 | ▼5137 | ▲6776 | ▲8726 | ▲10 197 | ▼7713 | ▲8505 | ▲8 625 | 8 599 | ▼8 580 |

| Национальный состав по переписи населения 2009 года | Национальный состав по переписи населения 2009 года | Национальный состав по переписи населения 2009 года |
| Народ                                               | Численность                                         | %                                                   |
| --------------------------------------------------- | --------------------------------------------------- | --------------------------------------------------- |
| Белорусы                                            | 6804                                                | 85,83 %                                             |
| Русские                                             | 909                                                 | 11,47 %                                             |
| Украинцы                                            | 126                                                 | 1,59 %                                              |
| Цыгане                                              | 24                                                  | 0,3 %                                               |
| Татары                                              | 13                                                  | 0,16 %                                              |
| Армяне                                              | 10                                                  | 0,13 %                                              |

В 1939 году в Ветке проживало 3538 белорусов (59 %), 1348 русских (22,5 %), 944 еврея (15,7 %), 73 украинца, 96 представителей иных национальностей.
В 2017 году в Ветке родилось 121 и умерло 144 человека. Коэффициент рождаемости — 14,3 на 1000 человек (средний показатель по району — 13,1, по Гомельской области — 11,3, по Республике Беларусь — 10,8), коэффициент смертности — 17 на 1000 человек (средний показатель по району — 20,6, по Гомельской области — 13, по Республике Беларусь — 12,6). Уровень смертности в Ветке в 2017 году был самым высоким среди всех районных центров Гомельской области.

## Экономика
В 1949—2019 годах в Ветке действовала хлопкопрядильная фабрика. В 2014 году фабрика остановила работу, в 2019 году признана банкротом и ликвидирована. В помещениях фабрики организовали производство филиалы гомельского ОАО «8 Марта» и барановичского БПХО.

## Современный город
Современная Ветка находится в 14 километрах от Гомеля. Автодорогами город соединён с Гомелем и Добрушем. Между Гомелем и Веткой существует регулярное автобусное сообщение.
Здравоохранение района обеспечивается учреждением здравоохранения «Ветковская центральная районная больница».
В Ветке расположены гимназия, средняя школа имени А. А. Громыко, детские сады, дошкольный центр развития ребёнка, Ветковский центр коррекционно-развивающего обучения и реабилитации, Ветковский центр творчества детей и молодёжи, Ветковская специализированная детско-юношеская школа олимпийского резерва, Ветковский районный физкультурно-спортивный клуб.

## Культура
В городе расположен Ветковский музей старообрядчества и белорусских традиций имени Ф. Г. Шклярова, в котором выставляется коллекция старообрядческих икон.
Также расположены:
- Музей боевой и трудовой славы ГУО «Средняя школа № 1 г. Ветки имени А. А. Громыко»
- Музейная комната ГУО «Гимназия г. Ветки»
- Ветковский центр культуры и народного творчества
- Ветковская детская школа искусств
- Центральная библиотека

## События и мероприятия
- Открытый районный праздник фольклора «Траецкі карагод на Веткаўшчыне» (8 июня 2025).

## Достопримечательности
- Городище периода раннего железного века (1-е тыс. до н. э. — 1-е тыс. н. э.), 3 км от города на берегу реки Сож, урочище —  Историко-культурная ценность Республики Беларусь, шифр 313В000147.
- Братская могила (1943), улица Советская —  Историко-культурная ценность Республики Беларусь, шифр 313Д000145.
- Бывший дом купца Грошикова, ныне — музей (1897), площадь Красная, 5 —  Историко-культурная ценность Республики Беларусь, шифр 313Г000146.
- Спасо-Преображенский собор.
- Аллея Героев — известных уроженцев Ветковского района (2017)[38], площадь Красная, сквер.
- Аллея деревьев ко Дню народного единства (17.09.2022).
- Флагшток с Государственным флагом Республики Беларусь. Открыт 3 июля 2024 года на площади в День Независимости Республики Беларусь.

### Памятник, скульптура
- Памятник В. И. Ленину
- Памятник освободителям от немецко-фашистских захватчиков
- Памятник-пушка, ул. Батракова
- Памятный знак отселённым деревням в связи с ЧАЭС
- Памятник известным уроженцам Ветковского района
- Мемориальная доска в честь поэта Д. М. Ковалёва. Установлена на здании библиотеки

## Галерея

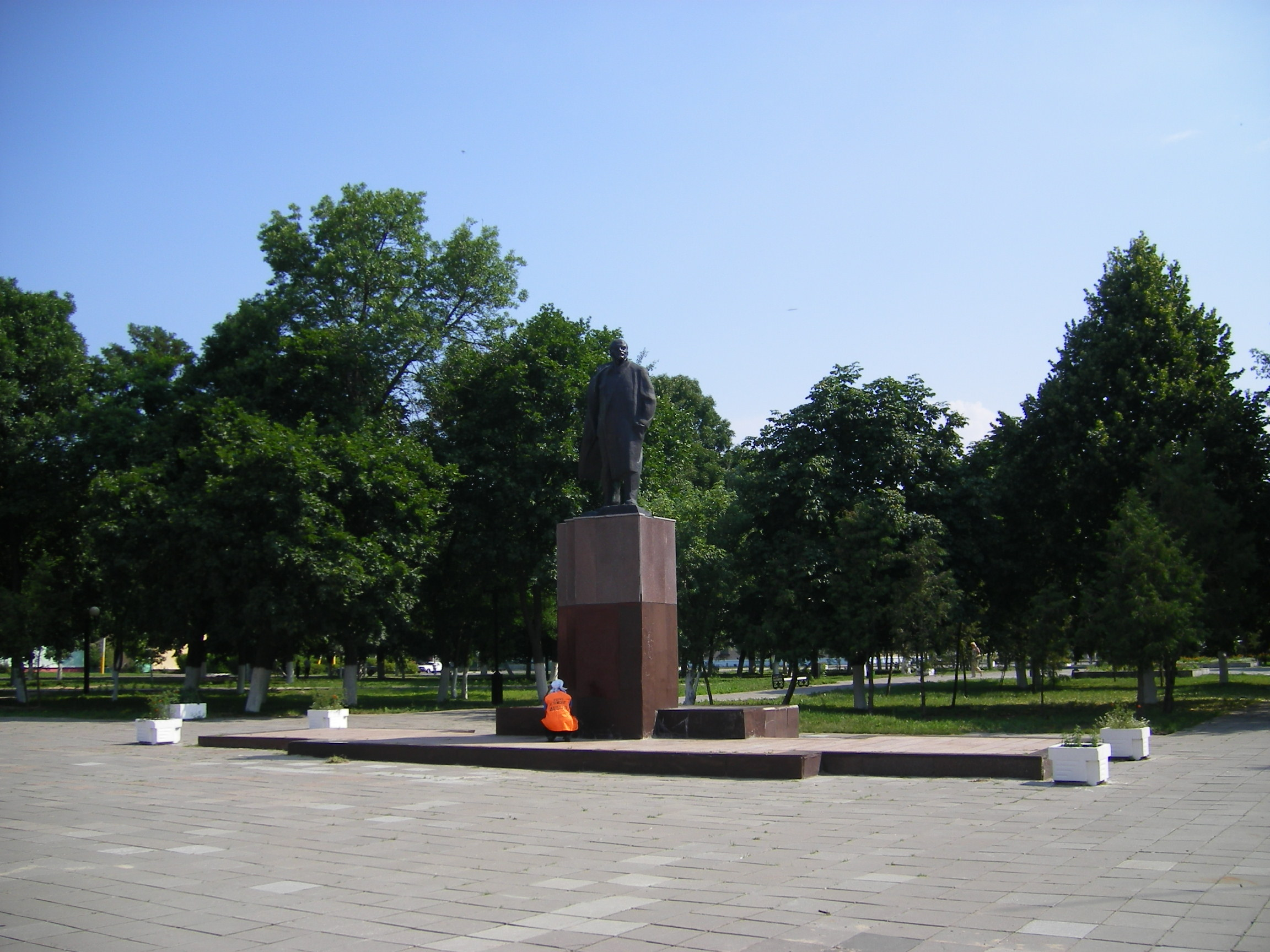
Главная площадь Ветки
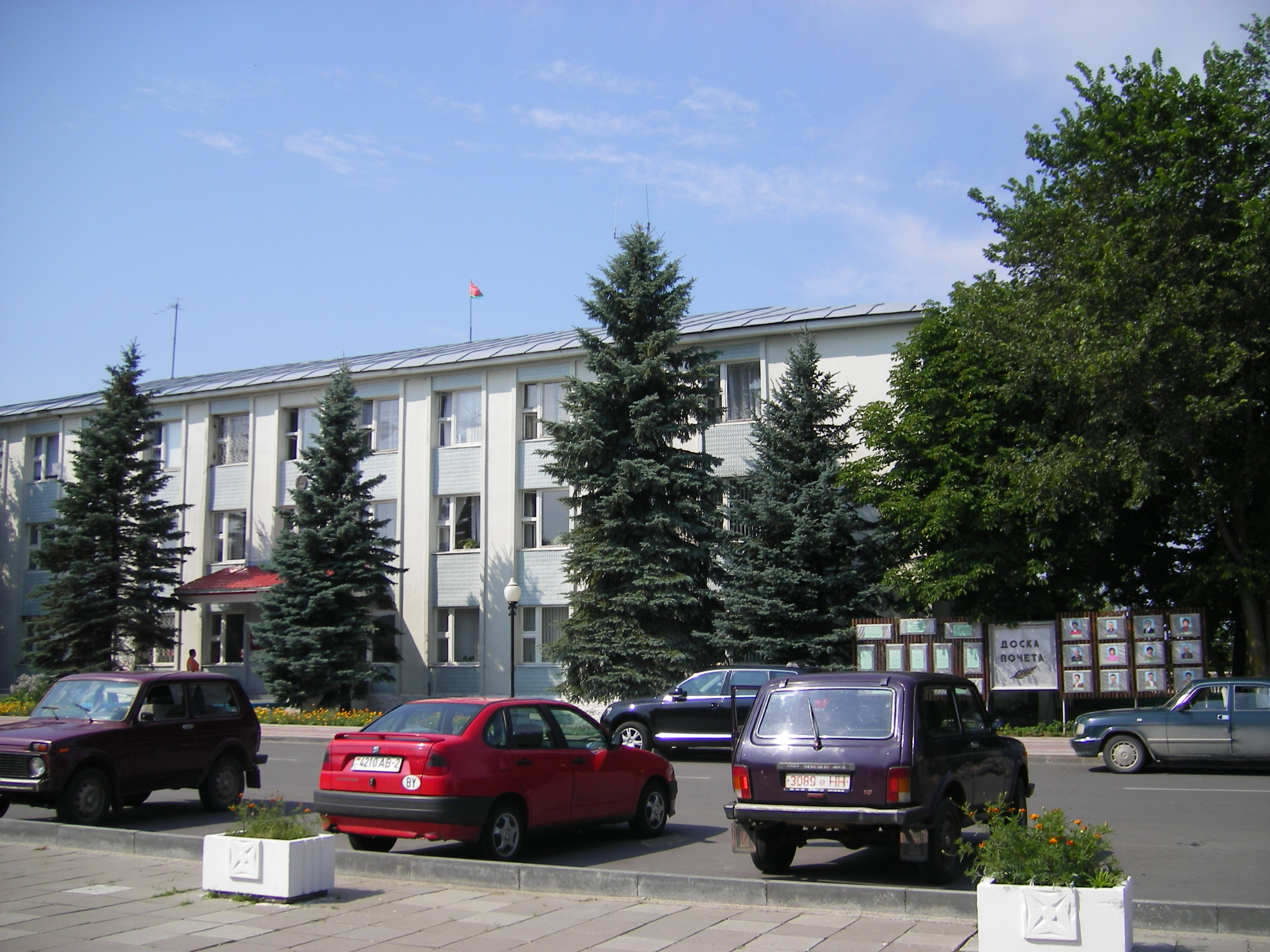
Здание администрации
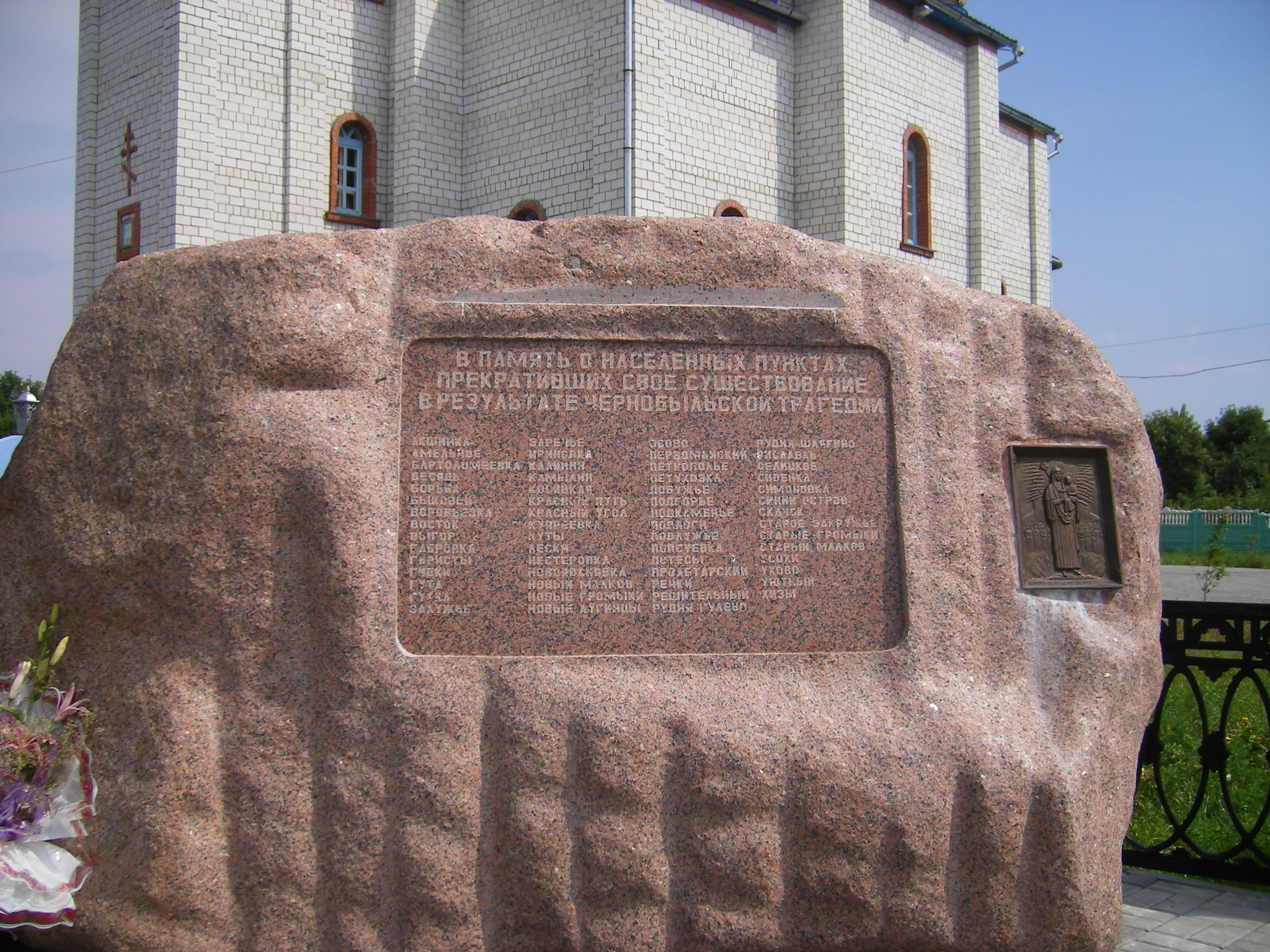
Памятный знак отселённым деревням
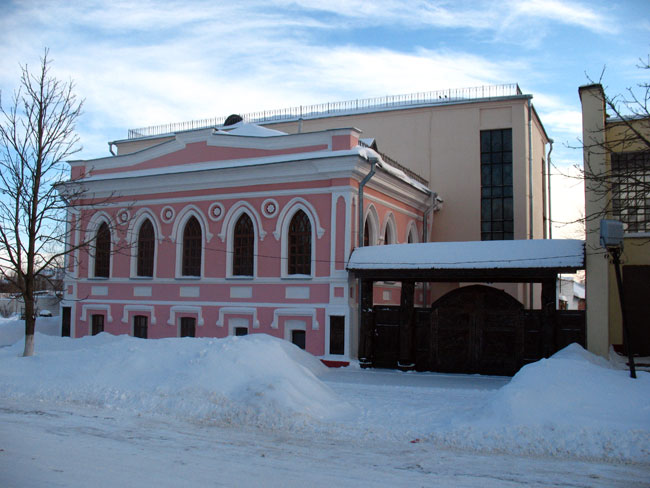
Ветковский музей
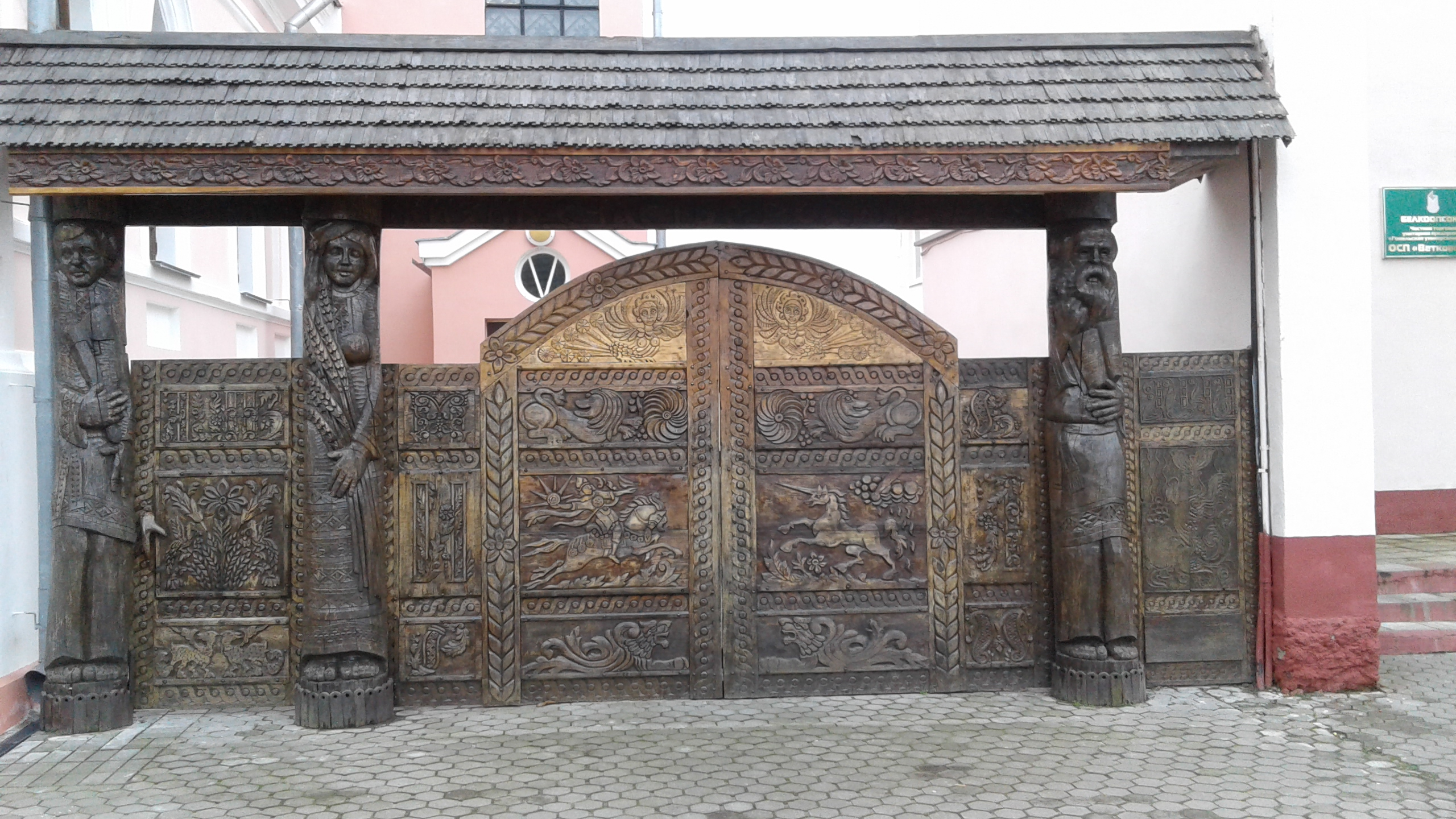
Ворота Ветковского музея
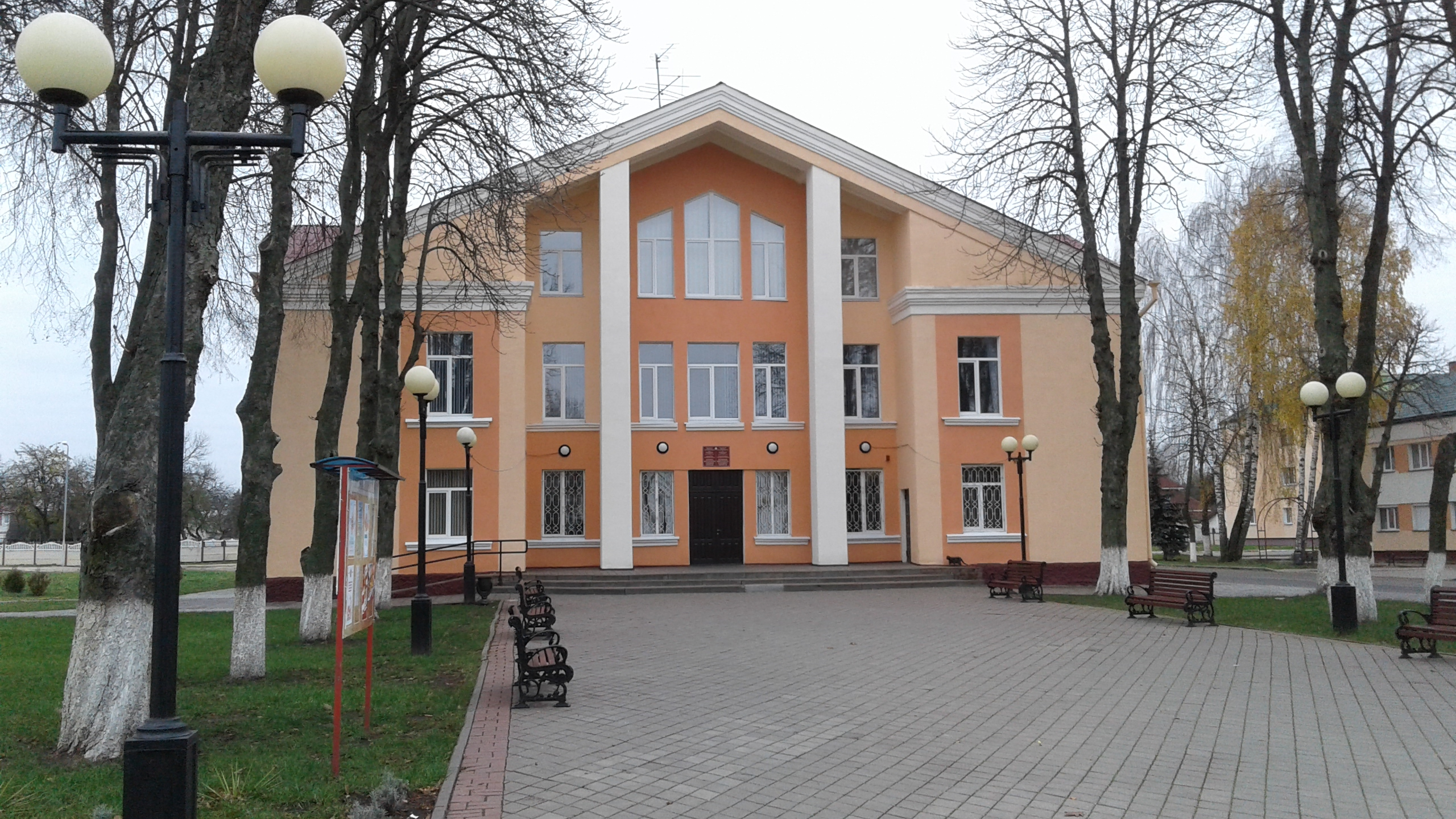
Центр культуры и народного творчества
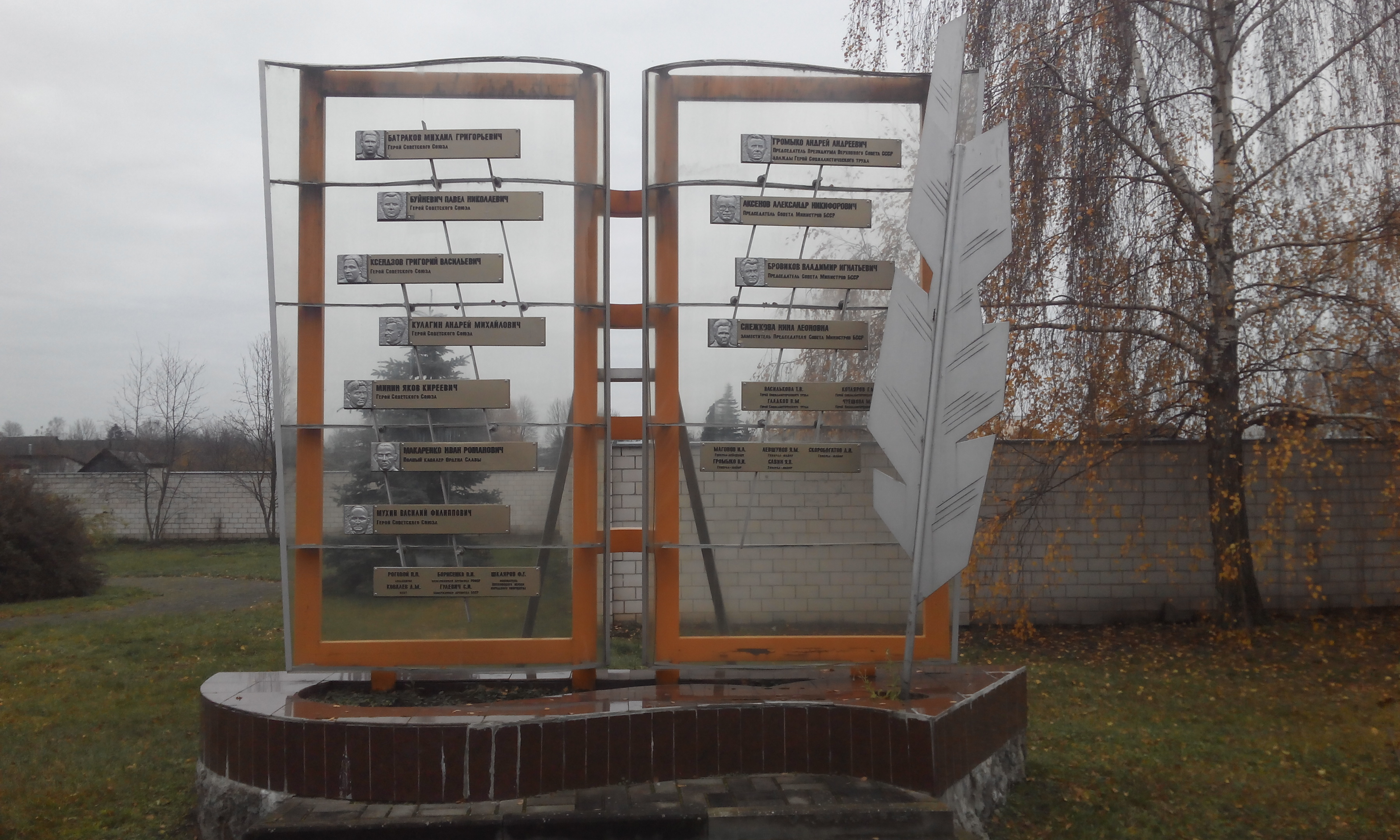
Памятник известным уроженцам Ветковского района

## СМИ
- Издаётся газета «Голас Веткаўшчыны»[39].